# Learco Guerra

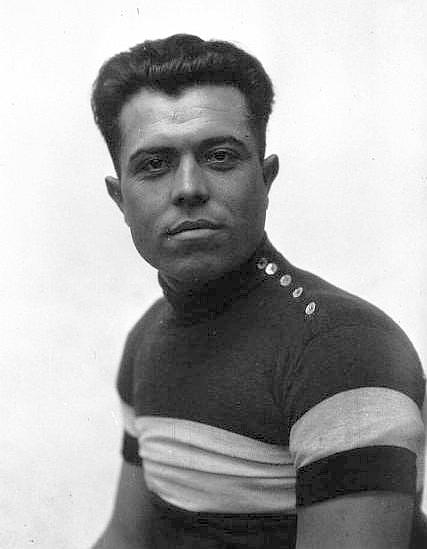
Learco Guerra (1930)

Learco Guerra (* 14. Oktober 1902 in Bagnolo San Vito, Provinz Mantua; † 7. Februar 1963 in Mailand) war ein italienischer Radrennfahrer.

## Sportliche Laufbahn
Learco Guerras erstes „großes Jahr“ war 1930. Zwar belegte er beim Giro d’Italia nur Platz neun, wurde aber Italienischer Meister im Straßenrennen und belegte bei der Tour de France und der Weltmeisterschaft jeweils den zweiten Platz. 1931 wurde Guerra Weltmeister sowie Italienischer Meister; im selben Jahr gewann er gemeinsam Alfredo Dinale den Bahnwettbewerb Prix Dupré-Lapize in Paris. 1932 gewann er erneut die italienische Meisterschaft, und bei den UCI-Straßen-Weltmeisterschaften belegte er im Straßenrennen den 5. Platz, kam aber beim Giro nicht über den vierten Platz hinaus. 1932, 1934 und 1935 gewann er den Giro di Campania. 1933 errang er nochmals den nationalen Meistertitel und entschied den Klassiker Mailand–Sanremo für sich. Bei der Tour de France belegte er den zweiten Platz hinter Georges Speicher.
1934 wurde er wieder Italienischer Meister, gewann den Giro sowie die Lombardei-Rundfahrt und wurde  Vizeweltmeister hinter Karel Kaers. Ebenfalls in der Saison 1934 siegte er im Rennen Rom–Neapel–Rom.
1935 belegte er beim Giro den vierten Platz und bei Mailand-San Remo nochmals den zweiten Platz. Nach dem Sieg in der nationalen Meisterschaft  im Steherrennen 1942 beendete er seine Laufbahn. 1935 siegte er im Sechstagerennen von Antwerpen mit Adolphe Van Nevele als Partner.
Guerras Spitzname war „Die Lokomotive“. Er starb an den Folgen der Parkinson-Krankheit.

## Familiäres
Learco Guerra war der Onkel von Gino Guerra, der als Bahnradsportler für einen Start bei den Olympischen Sommerspielen 1948 in London auf dem Tandem mit Ferdinando Terruzzi vorgesehen war. Er wurde jedoch kurzfristig durch Renato Perona ersetzt, der dann mit Terruzzi Olympiasieger wurde. Learco Guerra leitete die italienische Auswahl der Radsportler bei den Spielen.